# Dielach, Weitensfeld im Gurktal
Dielach je naselje v Občini Weitensfeld im Gurktal v Okraju Šentvid ob Glini na Koroškem v Avstriji.